# 14 ottobre
Il 14 ottobre è il 287º giorno del calendario gregoriano (il 288º negli anni bisestili). Mancano 78 giorni alla fine dell'anno.

## Eventi
- 1066 – Battaglia di Hastings: i Normanni, guidati da Guglielmo il Conquistatore, sconfiggono l'esercito inglese e uccidono il re Aroldo II d'Inghilterra
- 1322 – Battaglia di Old Byland: il re Roberto I di Scozia sconfigge il re Edoardo II d'Inghilterra costringendolo ad accettare l'indipendenza della Scozia
- 1582 – Questo giorno non esiste nel calendario gregoriano: per riallineare il calendario alle stagioni, i giorni dal 5 al 14 ottobre 1582 vengono saltati
- 1586 – Maria Stuarda va sotto processo per cospirazione contro la regina Elisabetta I d'Inghilterra
- 1658 – Alfonso IV d'Este, in seguito alla morte del padre Francesco proprio il giorno del suo 24º compleanno, diventa duca di Modena e Reggio
- 1704 – Guerra di successione spagnola: Filippo di Borbone-Vendôme pone sotto assedio la fortezza di Verrua
- 1758 – Guerra dei sette anni: l'Austria sconfigge il Regno di Prussia nella battaglia di Hochkirch
- 1773 – Confederazione polacco-lituana: viene creato il primo ministero dell'istruzione, la Komisja Edukacji Narodowej
- 1805 – Battaglia di Elchingen: le truppe francesi del maresciallo Michel Ney sconfiggono le truppe imperiali austriache
- 1806 – Battaglia di Jena: la Grande Armata, guidata da Napoleone Bonaparte, sconfigge l'esercito prussiano
- 1806 – Battaglia di Auerstädt: il maresciallo Louis Nicolas Davout sconfigge i prussiani
- 1809
  - La Repubblica di Ragusa viene annessa alle Province Illiriche francesi
  - Trattato di Schönbrunn tra Napoleone Bonaparte e la Quinta coalizione, che sancì lo scioglimento di quest'ultima
- 1863 – Guerra di secessione americana: nella battaglia di Bristol Station, le forze confederate, guidate dal generale Robert E. Lee, non riescono a cacciare le truppe unioniste fuori dalla Virginia
- 1888 – Louis Aimé Augustin Le Prince registra il primo film: la Roundhay Garden Scene
- 1898 – La nave a vapore SS Mohegan affonda vicino alle coste della Cornovaglia, dopo aver impattato con le Manacles, causando la morte di 106 persone
- 1912 – Mentre è in campagna elettorale a Milwaukee, l'ex presidente statunitense Theodore Roosevelt viene ferito da John Flammang Schrank: con la ferita aperta e il proiettile ancora all'interno del corpo, Roosevelt tiene comunque il suo discorso
- 1915 – Prima guerra mondiale: la Bulgaria entra in guerra a fianco delle potenze centrali
- 1920 – Trattato di Tartu: Petsamo viene ceduta alla Finlandia dall'Unione Sovietica
- 1925 – Grande rivoluzione siriana: una rivolta anti-francese porta all'occupazione di Damasco
- 1926 – Viene pubblicato per la prima volta il libro per ragazzi Winnie the Pooh di A. A. Milne
- 1933 – La Germania nazista abbandona la Lega delle Nazioni
- 1936 – Viene proclamata l'abolizione della schiavitù in Etiopia dal generale Emilio De Bono.
- 1939 – Il sommergibile tedesco U-47 affonda la corazzata britannica HMS Royal Oak (08) nel porto di Scapa Flow, in Scozia.
- 1943
  - Seconda guerra mondiale: i prigionieri del campo di sterminio di Sobibór, in Polonia, si rivoltano contro i tedeschi e uccidono 11 guardie delle SS e un certo numero di guardie ucraine: circa metà dei 600 internati riescono a fuggire dal campo, ma solo circa 50 riusciranno a sopravvivere alla guerra
  - Seconda guerra mondiale: l'8° forza area americana perde 60 B-17 Flying Fortress nell'attacco su Schweinfurt
  - Seconda guerra mondiale: José Paciano Laurel giura come presidente della Seconda repubblica delle Filippine, Stato fantoccio sotto il controllo dell'Impero giapponese
- 1944
  - Seconda guerra mondiale: in quanto sospettato di aver complottato contro Adolf Hitler in relazione all'attentato del 20 luglio, il feldmaresciallo tedesco Erwin Rommel viene costretto al suicidio dalla Gestapo
  - Seconda guerra mondiale: le truppe Alleate sbarcano a Corfù
  - Seconda guerra mondiale: truppe britanniche marciano su Atene
- 1947 – Chuck Yeager fa volare un Bell X-1 più veloce della velocità del suono
- 1960 – Il candidato alla presidenza statunitense John F. Kennedy suggerisce per la prima volta l'idea dei Corpi della Pace
- 1962 – Inizia la crisi dei missili di Cuba: un aereo-spia Lockheed U-2 vola sopra Cuba, prendendo foto di installazioni sovietiche per missili nucleari
- 1964
  - Il capo del Movimento per i diritti civili degli afroamericani, Martin Luther King Jr., diventa il più giovane vincitore del Premio Nobel per la pace, che gli venne assegnato per la guida della resistenza non-violenta alla fine del pregiudizio razziale negli Stati Uniti d'America
  - Leonid Il'ič Brežnev diventa segretario generale del PCUS e capo dell'Unione Sovietica, estromettendo Nikita Sergeevič Chruščëv
- 1966 – La città di Montréal inaugura il suo sistema di trasporto metropolitano
- 1968
  - Guerra del Vietnam: il Dipartimento della difesa statunitense annuncia che l'esercito statunitense e i Marines rispediranno circa 24000 soldati in Vietnam per un secondo servizio non volontario
  - Un terremoto di magnitudo 5,9 sulla scala Richter distrugge la cittadina di Meckering, in Australia
  - Giochi della XIX Olimpiade: Jim Hines diventa il primo uomo ad abbattere la barriera dei 10 secondi sui 100 metri piani, con un tempo di 9"95 secondi
- 1979 – La prima marcia per i diritti gay negli Stati Uniti si svolge a Washington, con la partecipazione di decine di migliaia di persone
- 1980 – Per le vie di Torino si compie la Marcia dei quarantamila.
- 1981 – Il vicepresidente Hosni Mubarak viene eletto presidente dell'Egitto, una settimana dopo l'assassinio di Anwar al-Sadat
- 2004 – Norodom Sihamoni diventa re della Cambogia in seguito all'abdicazione di Norodom Sihanouk
- 2007 – Nasce il Partito Democratico italiano
- 2010 – Mark Rutte viene nominato primo ministro dei Paesi Bassi, succedendo a Jan Peter Balkenende
- 2012 – Felix Baumgartner si lancia nel vuoto dall'altezza di 39045 metri
- 2017 – Atterra a Sant'Elena il primo volo commerciale, determinando la fine dell'isolamento di uno dei luoghi fino a quel momento più inaccessibili del pianeta[1]
  - Attentati di Mogadiscio del 14 ottobre 2017
- 2021 – La compagnia aerea Alitalia effettua il suo ultimo volo
- 2022 – Due attiviste britanniche del gruppo Just Stop Oil lanciano della zuppa di pomodoro verso il dipinto Vaso con quindici girasoli di Vincent van Gogh come gesto di protesta ecologista verso l'abuso di fonti fossili non rinnovabili[2]

## Nati
Ci sono circa 1 060 voci su persone nate il 14 ottobre; vedi la pagina Nati il 14 ottobre per un elenco descrittivo o la categoria Nati il 14 ottobre per un indice alfabetico.

## Morti
Ci sono circa 480 voci su persone morte il 14 ottobre; vedi la pagina Morti il 14 ottobre per un elenco descrittivo o la categoria Morti il 14 ottobre per un indice alfabetico.

## Feste e ricorrenze

### Religiose
Cristianesimo:
- San Callisto I, papa
- Santa Angadrisma, badessa
- San Celeste di Metz, vescovo
- San Domenico Loricato, monaco
- San Donaziano di Reims, vescovo
- San Fortunato di Todi, vescovo
- San Gaudenzio di Rimini, vescovo e martire
- Santi Lupulo e Modesto, martiri a Capua
- Santa Menechilde, vergine
- San Nicola di Černihiv, monaco e principe ucraino (Chiesa ortodossa russa)
- San Selyf, re di Cornovaglia
- San Venanzio di Luni, vescovo
- Beata Anna Maria Aranda Riera, vergine e martire
- Beato Francesco da Silos, mercedario
- Beato Giacomo Laigneau de Langellerie, martire
- Beato Roman Lysko, sacerdote e martire
- Beati Stanislao Mysakowski e Francesco Roslaniec, sacerdoti e martiri

Religione romana antica e moderna:
- Ludi per Giove Liberatore, primo giorno